# Milton do Ó
Milton Rogério Harassen do Ó, conhecido como Milton do Ó (Ponta Grossa, 24 de fevereiro de 1979), é um ex-futebolista e técnico brasileiro.  

## Carreira

### Jogador
Iniciou a carreira de futebolista no Paraná Clube, onde chegou a ser capitão do time. Depois de receber uma proposta de redução de salário, acionou o clube na Justiça e obteve o passe livre em setembro de 2000.
Em 2005, jogou pelo Fluminense. Em sua estreia, no dia 4 de agosto, marcou o gol da vitória por 3x2 sobre o Vasco. Disputou mais 16 jogos com a camisa tricolor e marcou mais um gol, na goleada por 4 a 1 sobre o Athletico-PR. Não teve o seu contrato renovado pelo clube após a perda da classificação para a Libertadores.
Após sair das Laranjeiras, decidiu voltar para a Europa e foi para o Marítimo, de Portugal.
Recém-contratado pelo Clube Desportivo Trofense de Portugal após um período de empréstimo, no último jogo de pré-temporada machucou o joelho e nunca mais voltou a jogar, se aposentando aos 30 anos de idade.

#### Seleção Brasileira
Jogou nas categorias sub-15, sub-17 e sub-20 da Seleção Brasileira. Disputou a Copa do Mundo Sub-20 com a Seleção em 1999.
Em 1999, foi convocado pelo técnico Vanderlei Luxemburgo para integrar a seleção profissional, estando ao lado de jogadores como Ronaldinho Gaúcho e Ronaldo Fenômeno.

### Treinador
Iniciou em 2010 a carreira de técnico de futebol. Trabalhou como observador técnico e auxiliar das categorias de base do Paraná Clube durante três anos.
Em 2014, dirigiu o Juventus de Jaraguá.
Em 2016, foi vice-campeão paranaense sub-19 pelo J. Malucelli.
No ano seguinte, foi técnico do Prudentópolis na disputa do Campeonato Paranaense de 2017.
Em setembro de 2017, assumiu o FC Cascavel. Após a terceira derrota seguida na Taça Caio Junior, foi demitido pela direção do FC Cascavel em março de 2018.
Em 2019, foi auxiliar técnico de Adílson Batista no Ceará.

## Títulos
Paraná
- Campeonato Paranaense: 1996

Atlético Paranaense
- Campeonato Paranaense: 2001

Goiás
- Campeonato Goiano: 2002
- Copa Centro-Oeste: 2002[18]

Trofense
- Segunda Liga: 2007–08